# Mai Cocopelli
Mai Cocopelli (* 1975 in Oberösterreich) ist eine österreichische Kinderliedermacherin und Musikpädagogin.

## Leben

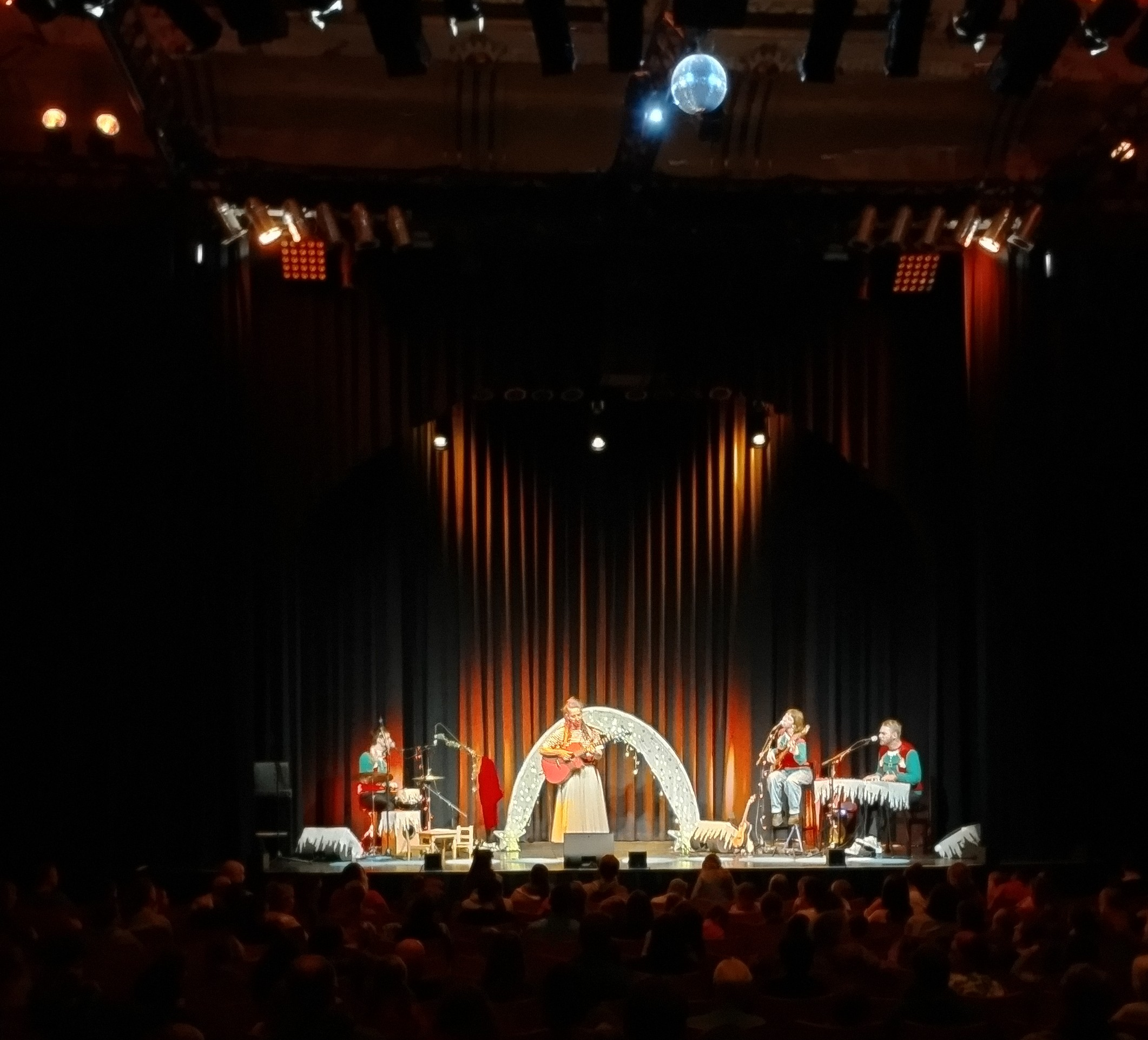
Mai Cocopelli und Band im Wiener Stadtsaal 2024

Seit den 1990er Jahren tritt die Musikerin vom Attersee (Österreich) mit deutschsprachigen Kinderliedern auf.
In dieser Zeit entstanden 12 Alben. Seit 2007 gewann die Komponistin und Multiinstrumentalistin unter anderem den WDR- und Unicef-Kinderliederwettbewerb in Köln, und 2010 und 2017 den ISC (International Songwriting Competition) in Nashville/USA. 2014 erhielt sie für ihre Weltraum-CD den Deutschen Rock und Pop Preis für das beste Kinderliederalbum.
Sie schreibt seit ihrem 15. Lebensjahr Lieder für Kinder. Sie wurde ausgebildet als Kindergartenpädagogin und hat auf der Bruckner Uni die beiden Hauptfächer Elementare Musikpädagogik und Gitarre studiert.

## Diskografie
- 2002 Floh & So, buzo records
- 2005 Im Wundergarten, buzo records
- 2007 Kinderlieder 1, buzo records
- 2010 Mai Cocopelli & der kleine Yogi – 1. Kinderyoga CD, buzo records
- 2010 Wenn es Winter wird – Doppel-CD, Cocopelli Music
- 2013 Einmal Weltraum & zurück – Grundschul-CD, Cocopelli Music
- 2014 Cocopelli Kanga – Best-of-CD, Cocopelli Music
- 2015 Sing, kleiner Yogi – 2. Kinderyoga CD, Cocopelli Music
- 2017 Today’s your day – Englische CD, Cocopelli Music
- 2017 Im Musikzimmer Nr. 1 – Kindergarten-CD, Cocopelli Music
- 2018 Im Musikzimmer Nr. 2 – Grundschul-CD, Cocopelli Music
- 2019 Im Musikzimmer Nr. 3 – Kindergarten- und Grundschul-CD, Cocopelli Music

## Auszeichnungen
- 2007: 1. Preis beim Kinderliederwettbewerb des WDR5 und UNICEF („Piratenlied“)
- 2008: Preisträgerin beim Kinderliederwettbewerb der Nürnberger Nachrichten (Lied „Freunde“)
- 2009: Finalistin ISC Nashville Kategorie Kinderlied (Song „Bug in your Ear“)
- 2009: Lobende Erwähnung, People’s Voice ISC Nashville[2]
- 2009: 1. Preis beim Kinderliederwettbewerb der Nürnberger Nachrichten (Lied 1000 Klänge)[3]
- 2010: Preisträgerin beim Kinderliederwettbewerb der Nürnberger Nachrichten (Lied „Starke Tiere“)
- 2013: 1. Preis Kinderliedwettbewerb Hamburg (Thema: Toleranz, Lied „Wir sind hier“)
- 2014: 1. Platz „Deutscher Rock und Pop Preis“ für das „Beste Kinderliederalbum“ (Weltraum-CD)
- 2015: Preisträgerin beim Kinderliederwettbewerb der Nürnberger Nachrichten (Lied „Ja, das klappt“)
- 2016: Semi-Finalistin beim ISC Nashville Kategorie Kinderlieder (Song „Rainbow“)[4]
- 2017: Finalistin ISC Nashville Kategorie Kinderlied (Song „Today’s your day“)
- 2018: Semi-Finalistin ISC Nashville Kategorie Kinderlied (Song „Pirates“)
- 2018: 1. Platz beim Deutschen Kinderliederpreis von Geraldino und den Nürnberger Nachrichten (Lied „Heut ist Halloween“)
- 2019: Nominierung zum Medienpreis Leopold 2019/2020 mit der CD „Im Musikzimmer Nr. 2“[5]·
- 2020: Nominierung der „Sendung mit der Mai“ für den CAESAR Werbepreis in der Kategorie „Kommunikation in der Krise“
- 2021: Finale des Kinderliedpreises „Weberlein“ mit dem Lied „Ich lieb dich“ 2. Platz beim Publikumsvoting
- 2021: 1. Platz „Deutscher Rock und Pop Preis“ für das „Beste Kinderliederalbum“ (zwei Auszeichnungen für Orchester-CD „Floh im Ohr“ und „Im Musikzimmer Nr. 3“)